# Lomahasha
Lomahasha là một là một inkhundla của Eswatini, nằm ở vùng Lubombo. Vào năm 2007, dân số của nó là 22.239.